# Antilly (Oise)
Antilly – miejscowość i gmina we Francji, w regionie Hauts-de-France, w departamencie Oise.
Według danych na rok 1990 gminę zamieszkiwało 271 osób, a gęstość zaludnienia wynosiła 74 osoby/km² (wśród 2293 gmin Pikardii Antilly plasuje się na 728. miejscu pod względem liczby ludności, natomiast pod względem powierzchni na miejscu 998.).